# 志成学校

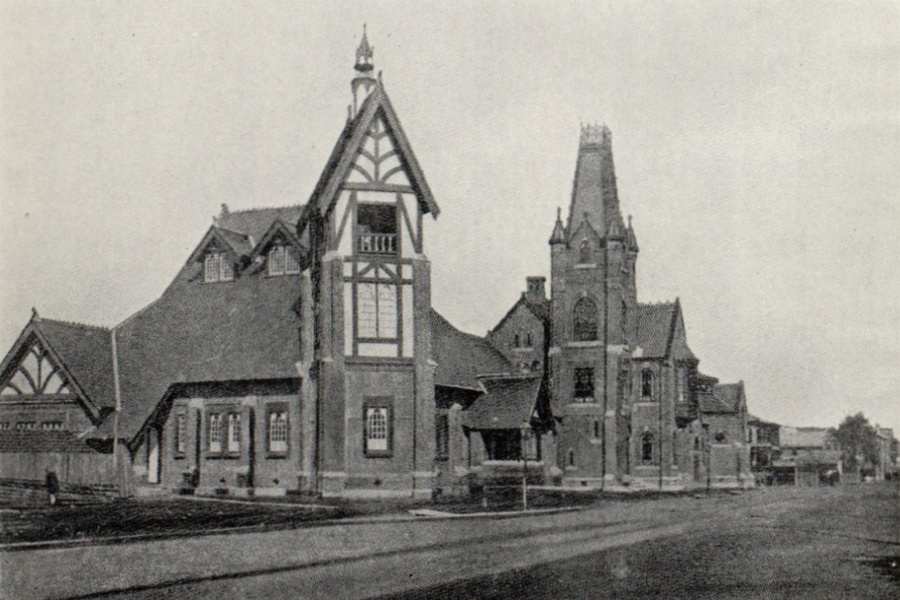
志成学校が置かれた三一会館（左）と三一神学校・付属図書館（右）

志成学校（しせいがっこう）は、明治から大正時代に米国聖公会により東京・築地（京橋区・明石町）に設立・運営された学校である。中国人留学生のために開設された中国人学校で、立教大学の姉妹校の一つである。

## 概要・歴史
明治後期の東京には、将来の中国で影響力を持つ中国人留学生が約9,000人おり、既に中国で学位を取得している者や官位に就く有資格者も多くいた。
彼らは日本語を話すことができず、東京には中国人向けの宿泊施設も十分になかったため、不道徳で急進的な思想や行動を持つ傾向が見られた。加えて、中国から日本へ亡命した中国人革命家の影響の下で、彼らは反キリスト教的な排外思想を持ちやすい状況があった。
こうした風潮は米国聖公会の中国伝道の障壁となり、今後の中国国家の明確な脅威になると、ジョン・マキム（立教学院理事長）やヘンリー・セントジョージ・タッカー（立教学院総理）は憂慮し、彼らは日本に中国人学校を設立する計画を立てた。
設立計画を受けて、米国聖公会伝道局本部は1,200ドルの予算割り当てを承認し、1906年（明治39年）4月に京橋区明石町54番地（旧・築地居留地54番）の三一会館（ジェームズ・ガーディナー設計、1892年竣工）に中国人学校の私立「志成学校」が設立される。
1907年（明治40年）2月14日には、タッカーの名により、東京府に学校の設置願の許可申請がなされ、同年3月15日に認可される。
設置願の設立目的には「清国留学生ノ男子ニ普通学ヲ教授スルヲ以て目的トス」と記され、修業年限は3年で、開校科目は、倫理、日語、英語、数学、博物、理化、図画、体操となっていた。
1909年には校長にタッカーに就任した。
1908年（明治41年）8月には、同校には25人の中国人学生が在籍し、1909年（明治42年）8月には3人が受洗して聖公会の信徒になったことが報告された。
開校の当初には、東京在住の中国人官吏による同校への入学を妨害する動きがみられたが、中国公使館秘書官の子息が同校に入学したことを受けて、当局に認知されることとなり、生徒数が増加していった。
タッカーは1910年（明治43年）6月の米国聖公会の機関誌に、「志成学校の卒業生が第一高等学校の入試で優秀な成績を修め、東京にある中国人諸学校で大きな評判となり、中国公使館の教育事務局が志成学校ともう1校だけを今後紹介すると述べたこと」を寄稿した。翌年5月の機関誌にも、「志成学校の卒業生の一人が官立師範学校への入学試験で成績優秀と称えられたことや、中国人のために行っている事業に感謝の声が多数届いていること」を寄稿している。
1913年（大正2年）5月7日には、志成学校の中国人の生徒が米国が中華民国を承認したことを祝う晩餐会を開催した。
また当時、同じく米国聖公会が運営する姉妹校である立教大学予科にも中国人学生クラスが設けられ、西洋の学術的、世俗的な知識を教えるとともに、キリスト教の知識に精通した中国人を祖国に送り出すための教育が行われていた。
1923年（大正12年）9月、関東大震災による校舎倒壊により閉校する。